# Груненков, Олег Евгеньевич
Оле́г Евге́ньевич Груненко́в — российский менеджер, директор проектов LADA Kalina, LADA Granta, LADA XRAY АвтоВАЗа.

## Биография
Родился в Пензенской области, в 1989 году переехал в Тольятти, где поступил в Тольяттинский политехнический институт.
После первого курса института получил распределение на практику на АвтоВАЗ, на линию сборки, где собирал автомобили, устанавливал колеса. Некоторое время был водителем-испытателем.
По окончании института, с 1994 года работал в научно-техническом центре АвтоВАЗа, где прошёл карьерный путь от инженера-конструктора до заместителя начальника отдела механизмов, интерьера и систем кузова управления проектирования автомобиля.
Занимался интерьером и внутренними механизмами проекта «Силуэт».

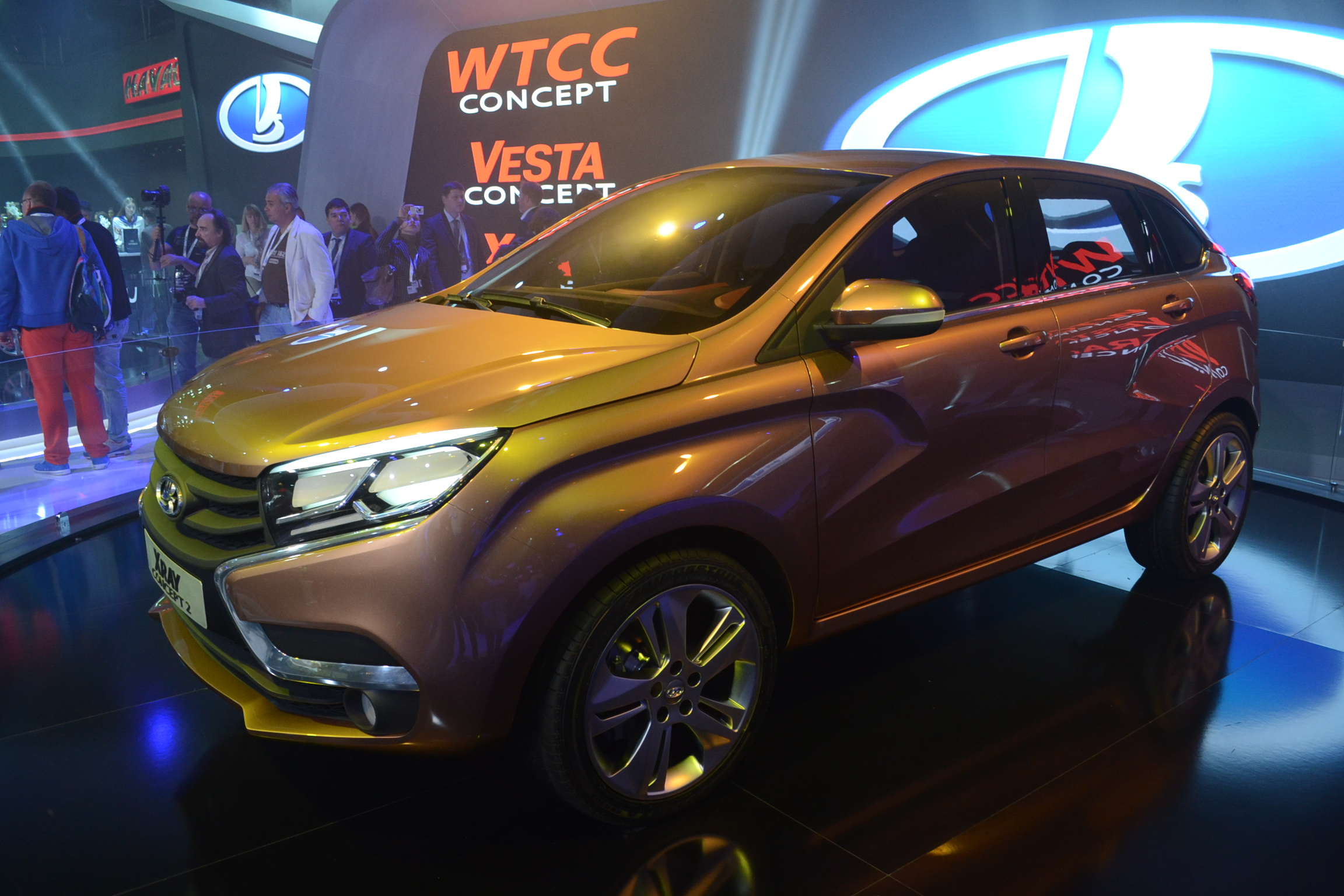
Концепт LADA XRAY

С 2003 года работал в команде проекта LADA Priora, где сначала являлся руководителем группы контроллинга, отвечал за мониторинг процессов, а вскоре был назначен главным инженером проекта.
В 2008 году по конкурсу прошёл отбор на должность вице-президента-директора программы по внедрению в жизнь машин с доступной ценой, позднее названный LADA Granta. Первые эскизы «бюджетного автомобиля» были созданы в марте 2009 года, в декабре того же года были сварены первые кузова нового автомобиля. Серийное производство машин началось 16 мая, а продажи — в конце декабря 2011 года.
В 2009 году должности вице-президентов по бюджетным автомобилям и автомобилям класса С были сокращены и Груненков занял пост директора программы.
В настоящее время директор проекта «Семейство автомобилей LADA XRAY» ПАО «АвтоВАЗ»

## Награды
- Орден Почёта (21 июля 2025 года) — за достигнутые трудовые успехи и многолетнюю добросовестную работу[6]
- Медаль ордена «За заслуги перед Отечеством» II степени (27 октября 2012 года) — за достигнутые трудовые успехи и многолетнюю добросовестную работу[7][8]